# La Roda
La Roda er en by og kommune i det sydøstlige Spanien i provinsen Albacete. Den har et indbyggertal på 15.610 (2024) indbyggere.